# York
York (IPA: [ˈjɔːk]) è una città del Regno Unito.
Nota per la sua cattedrale, sorge alla confluenza dei fiumi Ouse e Foss ed è il centro di riferimento storico e culturale dello Yorkshire, contea non più esistente a livello amministrativo dal 1974.
Fondata dai Romani nel 71 d.C. con il nome di Eburacum, divenne capitale della provincia imperiale della Britannia inferiore e, a seguire, dei regni di Northumbria e Jórvík.
Fu anche la città dove morirono due imperatori romani: Settimio Severo nel 211 d.C. e Costanzo Cloro nel 306 d.C.
Nel XIX secolo York divenne un noto scambio ferroviario nonché centro confetturiero.
È sede dell'omonima università istituita nel 1963.
York presenta diverse attrazioni storiche e turistiche tra le più rilevanti delle quali figurano la cattedrale di York e il Castello di York.
Dal 1996 la città di York si è ampliata estendendosi su un territorio molto al di fuori degli originali confini comunali.

## Geografia fisica

### Territorio
La città si trova a 21 miglia (34 km) da Leeds.

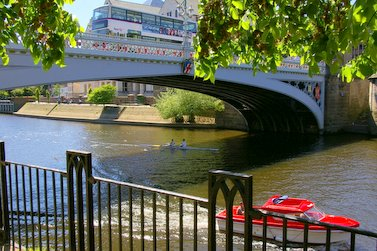
Il ponte cittadino di Lendal attraversa l'Ouse

York si trova nella Vale of York, una zona pianeggiante di terra fertile coltivabile che confina con i Monti Pennini, le North York Moors e le basse colline delle Yorkshire Wolds.
All'epoca dei Romani, la città fu costruita alla confluenza dei fiumi Ouse e Foss su una morena dell'ultima era glaciale.
La città è stata per anni minacciata dalle inondazioni del fiume Ouse sino al 2015 quando sono stati realizzati dei grandi lavori di potenziamento degli argini del fiume per evitare straripamenti improvvisi. La città era infatti reduce dalla terribile inondazione del novembre del 2000 quando, nella peggior inondazione degli ultimi 375 anni, più di 300 case vennero danneggiate dall'acqua del fiume. Nel dicembre del 2015 una nuova inondazione causò ancora più danni della precedente. L'estremo impatto di questa sciagura portò sul posto addirittura l'allora primo ministro David Cameron. Per questo motivo il consiglio comunale della città ha votato per la realizzazione di costose opere murarie in grado di arginare questa problematica, bloccando e convogliando altrove le acque in caso di emergenza.

### Clima
| Mese                | Mesi | Mesi | Mesi | Mesi | Mesi | Mesi | Mesi | Mesi | Mesi | Mesi | Mesi | Mesi | Stagioni | Stagioni | Stagioni | Stagioni | Anno  |
| Mese                | Gen  | Feb  | Mar  | Apr  | Mag  | Giu  | Lug  | Ago  | Set  | Ott  | Nov  | Dic  | Inv      | Pri      | Est      | Aut      | Anno  |
| ------------------- | ---- | ---- | ---- | ---- | ---- | ---- | ---- | ---- | ---- | ---- | ---- | ---- | -------- | -------- | -------- | -------- | ----- |
| T. max. media (°C)  | 6,9  | 7,5  | 10,0 | 12,6 | 16,0 | 18,8 | 21,2 | 20,8 | 18,0 | 13,9 | 9,7  | 6,9  | 7,1      | 12,9     | 20,3     | 13,9     | 13,5  |
| T. min. media (°C)  | 0,8  | 0,9  | 2,4  | 3,9  | 6,7  | 9,7  | 11,8 | 11,6 | 9,5  | 6,6  | 3,3  | 0,9  | 0,9      | 4,3      | 11,0     | 6,5      | 5,7   |
| Precipitazioni (mm) | 52,7 | 39,9 | 44,9 | 50,1 | 43,8 | 58,0 | 53,2 | 62,4 | 46,9 | 57,7 | 57,8 | 55,8 | 148,4    | 138,8    | 173,6    | 162,4    | 623,2 |

York ha un clima temperato con quattro stagioni tra loro distinte. Come nel resto della Valle di York il clima cittadino è più secco e caldo del resto della regione dello Yorkshire per la più bassa altitudine della collocazione della città di York in cui ci sono gelate, nebbia e freddo durante gli inverni, ma una primavera e un'estate molto anticipate per l'area. La neve solitamente si concentra nel periodo invernale da dicembre sino ad aprile, ma spesso si presenta mista ad acqua. Da maggio a luglio, York ha molte giornate soleggiate con quasi sei ore al giorno di sole costante. Le temperature più estreme sono state registrate tra il 1998 e il 2010 dall'Università di York con un picco massimo di 34,5 °C (17 luglio 2006) e un picco minimo −16,3 °C (6 dicembre 2010). La pioggia massima registrata in un sol giorno è stata di 88,4 mm.

## Storia

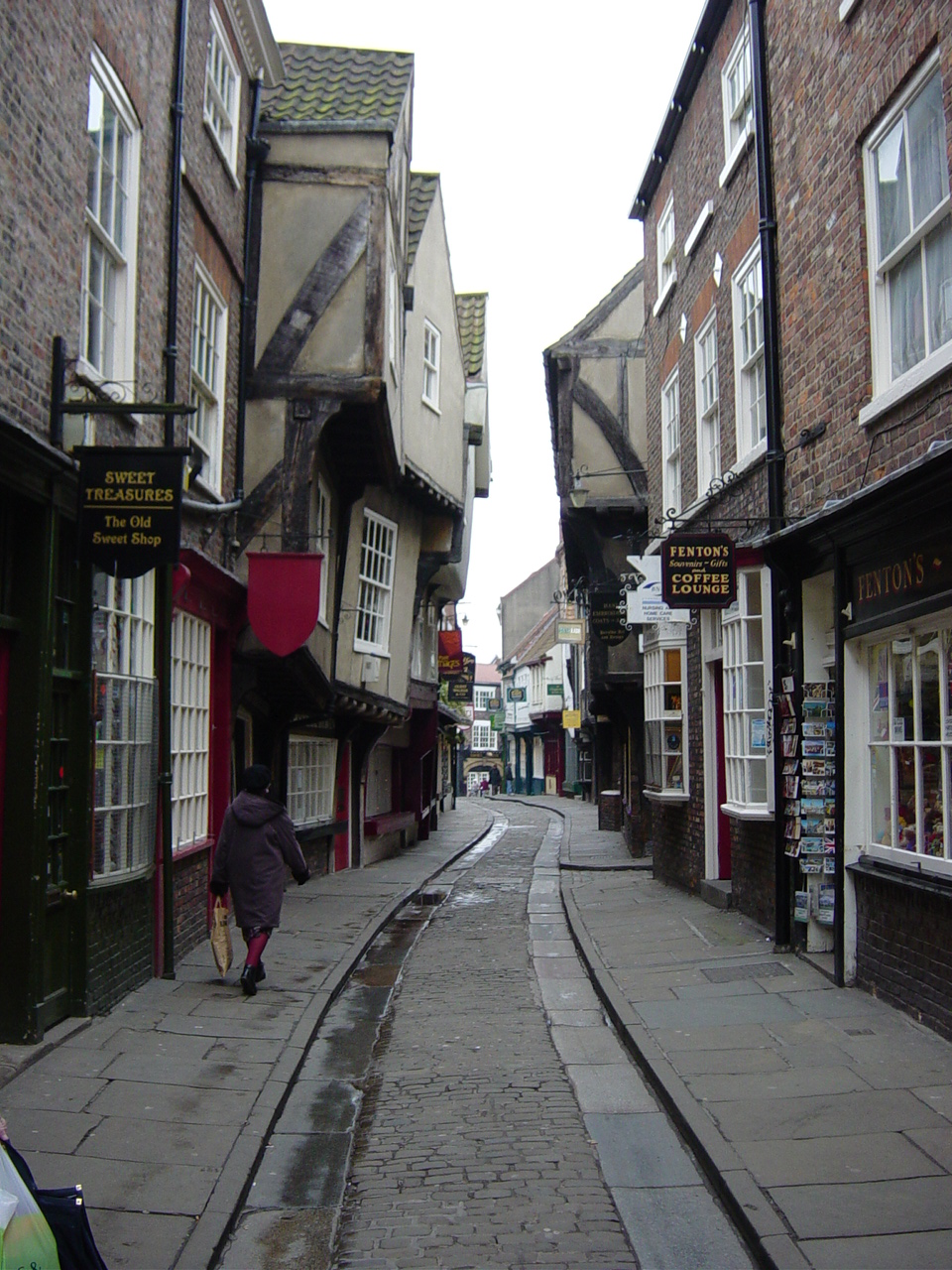
Shambles, York

### Epoca romana
Fu fondata dal governatore romano di Britannia, Quinto Petilio Ceriale, intorno al 71 d.C. con il nome di Eboracum o Eburacum, latinizzazione di un precedente brittonico Eburākon (da eburos, "tasso"), allo scopo di avere uno stabile caposaldo che permettesse di non interrompere i rifornimenti delle legioni che allora avanzavano verso nord per incorporare i territori dei Briganti e dovevano consolidare la conquista dell'isola, iniziata sotto l'imperatore Claudio.
Ben presto la città acquistò un'importanza non solo militare, e la sua posizione strategica fu sfruttata anche per motivi commerciali, causando un rapido aumento della popolazione stanziata.
Con il ritiro delle legioni dalla Britannia a partire dagli inizi del V secolo, York si trovò alla mercé delle scorrerie che il Vallo di Adriano non poteva più trattenere, York fu l'ultima meta di Settimio Severo (imperatore di Roma di origine africana) che avvenne nel 211 d.C., lasciando l'impero romano nelle mani dei suoi figli, Caracalla e Geta.

### Epoca medievale
Con la fine del periodo romano la città fu abbandonata dai locali, per essere distrutta, rifondata e ripopolata dagli Anglosassoni. In lingua anglosassone l'insediamento fu rinominata Eoforwic o Eoferwic (letteralmente il "villaggio", -wic, odierno -wich, "dei tassi", eofor, anglicizzazione del termine brittonico), mentre sotto il Danelaw (colonizzazione danese della Northumbria) il nome fu reso in norreno Jórvík. Questo si contrasse poi nella forma attuale York.
Dal mare vennero poi in successione gli Juti e gli Angli che fondarono, intorno al 500, il regno di Northumbria che si tenne indipendente dalla parte dell'isola conquistata dagli stessi Sassoni stanziati nel sud. Nel 627 il sovrano della Northumbria, Edvino di Deira, si convertì al cristianesimo e fu battezzato il giorno di Pasqua.

#### Arcidiocesi di York
La diocesi di York è una delle più antiche della Britannia romana, una delle poche attestate precedentemente alle invasioni anglosassoni che praticavano il paganesimo germanico. Un vescovo era presente già nel 314. Intorno ai primi del 700 la città fu elevata ad arcivescovado, uno degli unici due presenti sull'isola.
In questo periodo, grazie agli sforzi degli arcivescovi locali, York fu sede di un importante centro di studi, del quale Alcuino fu il rappresentante più notevole.
Fu quindi conquistata dai vichinghi danesi intorno all'anno 866, che la elessero capitale del regno di Jórvík, a maggioranza pagano. Questa volta tuttavia, almeno in una città arcivescovile come York, le basi cristiane sopravvissero: furono proprio gli Anglosassoni, da due secoli convertitisi al cattolicesimo, a preservarlo.
In seguito alla conquista normanna dell'Inghilterra, York parve leggermente decadere.

### Gli York
Una rifioritura della città si ebbe solo a partire dal XII secolo, quando essa era già possesso della corona, e tale benessere continuerà per tutta l'epoca medievale.
Anzi, il casato di York, con il duca Riccardo arriverà addirittura a disputare la corona d'Inghilterra al casato dei Lancaster in quella che è conosciuta come la Guerra delle Due Rose (1455-1485).

### Età moderna
(George Hudson)

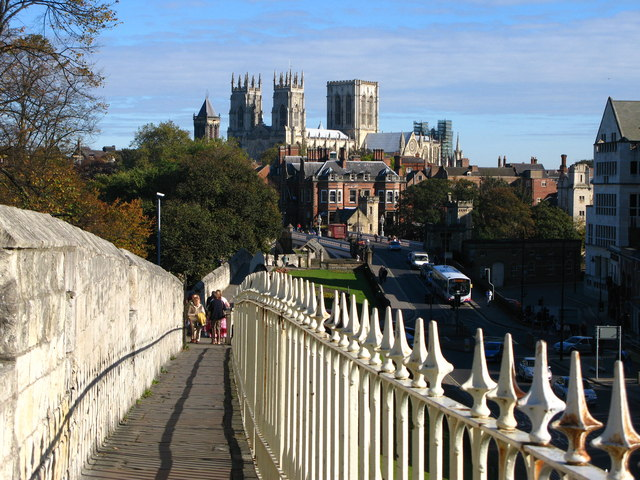
Il Minster visto dal viale della stazione lungo le mura romane

La caduta della dinastia degli York coinciderà con un periodo di decadenza per la stessa città che vedrà contrarre la propria importanza politica ed economica fino alla metà del Seicento quando, terminata l'esperienza repubblicana seguita alla Rivoluzione inglese di Oliver Cromwell, York sarà di nuovo favorita dai regnanti inglesi, grazie anche alla fedeltà dimostrata alla corona durante il breve periodo repubblicano terminato nel 1658. Intorno alla fine del XVII secolo, York diventerà la terza città del regno dopo Londra e Norwich.

### Età contemporanea
I secoli successivi fino alla rivoluzione industriale del XIX secolo saranno caratterizzati da profonde trasformazioni urbanistiche della città che vedrà nascere numerosi edifici industriali al posto dei quartieri medievali. Tuttavia, nei tempi moderni e fino ad oggi, York sarà sempre più reputata per la sua importanza storica e culturale che per quella economica in senso stretto, cosa che ha consentito di salvare una parte del centro storico medievale.

## Monumenti e luoghi d'interesse

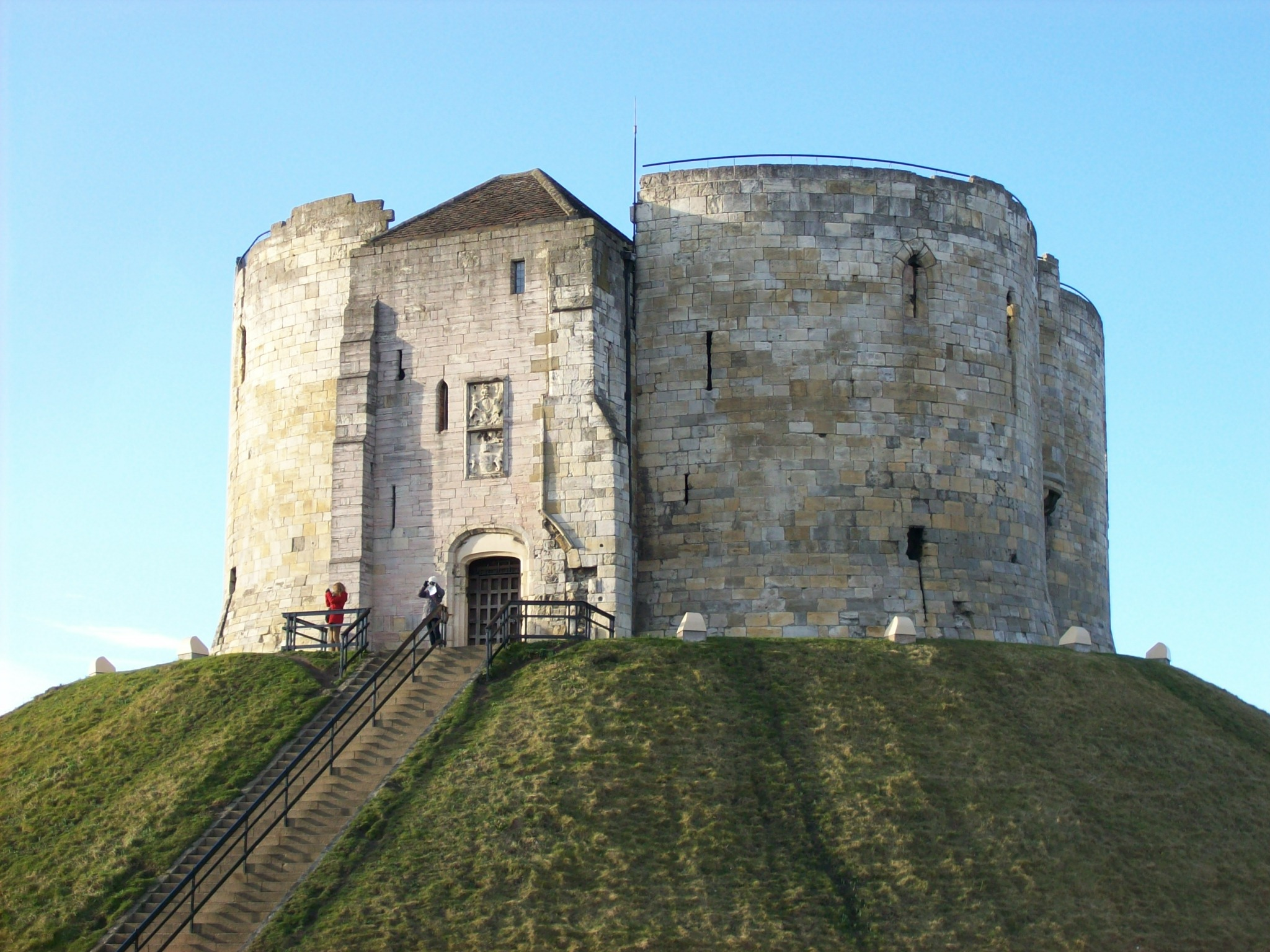
La Clifford's Tower, parte dell'antico castello di York

La Cattedrale di York è la più grande cattedrale gotica del nord Europa e domina l'intera città di York.
Il Castello di York, complesso di edifici che vanno dalla Torre medievale di Clifford fino all'ingresso del XX secolo del York Castle Museum (una ex prigione), è oggi perlopiù scomparso ma conserva antiche vestigia del passato della città, in particolare della fiorente età medievale.

### Siti archeologici
Dal 1972 è attiva l'organizzazione York Archaeological Trust, con la finalità di ricostruire la topografia preurbana, il graduale processo di sviluppo, e di far riemergere una serie di costruzioni significative.
Per quanto riguarda il periodo di dominazione romana, sono state scoperte, tra gli altri, due siti di terme, uno pubblico, luogo principale di socializzazione e una riservata al personale militare, sotto la Roman Bath Public House, e una zona industriale che produceva ceramica e laterizi e magazzini per i cereali.
Anche l'epoca anglo-scandinava ha lasciato considerevoli tracce, quali un innalzamento delle mura della città, un nuovo ponte, laboratori di lavorazione del cuoio, del legno, del vetro, del bronzo, di indumenti e calzature. Numerosi erano i commerci e i mestieri, quali l'orefice produttore non solo di perline ma anche di monete.
Facendo un altro salto in avanti, e soffermandosi su un altro strato archeologico risalente al XIV secolo, è stato possibile notare un miglioramento delle condizioni di igiene e di pulizia rispetto all'epoca vichinga, oltre allo sviluppo delle attività umane, identificabili grazie alla presenza di una fonderia, comprendente una fornace e un deposito per combustibile, e alla scoperta di varie officine.

## Società

### Evoluzione demografica
L'area urbana di York, nel 2001, aveva una popolazione di 137 505 abitanti, 66 142 maschi e 71 363 femmine . La popolazione dell'area urbana è aumentata fino a 153 717 nel censimento del Regno Unito 2011.
Anche nel censimento del Regno Unito del 2001, la città di York aveva una popolazione totale di 181 094 di cui 93 957 erano donne e 87 137 erano maschi. Delle 76 920 famiglie a York, 36,0% erano coppie di sposi conviventi, 31,3% erano single, 8,7% erano coppie conviventi e 8,0% erano genitori senza figli.
La tabella di seguito riportata la variazione di popolazione dal 1801.
| Crescita demografica della città di York dal 1801 al 1921 | Crescita demografica della città di York dal 1801 al 1921 | Crescita demografica della città di York dal 1801 al 1921 | Crescita demografica della città di York dal 1801 al 1921 | Crescita demografica della città di York dal 1801 al 1921 | Crescita demografica della città di York dal 1801 al 1921 | Crescita demografica della città di York dal 1801 al 1921 | Crescita demografica della città di York dal 1801 al 1921 | Crescita demografica della città di York dal 1801 al 1921 | Crescita demografica della città di York dal 1801 al 1921 | Crescita demografica della città di York dal 1801 al 1921 | Crescita demografica della città di York dal 1801 al 1921 | Crescita demografica della città di York dal 1801 al 1921 | Crescita demografica della città di York dal 1801 al 1921 | Crescita demografica della città di York dal 1801 al 1921 | Crescita demografica della città di York dal 1801 al 1921 | Crescita demografica della città di York dal 1801 al 1921 | Crescita demografica della città di York dal 1801 al 1921 | Crescita demografica della città di York dal 1801 al 1921 | Crescita demografica della città di York dal 1801 al 1921 | Crescita demografica della città di York dal 1801 al 1921 | Crescita demografica della città di York dal 1801 al 1921 | Crescita demografica della città di York dal 1801 al 1921 | Crescita demografica della città di York dal 1801 al 1921 |
| Anno                                                      | 1801                                                      | 1811                                                      | 1821                                                      | 1831                                                      | 1841                                                      | 1851                                                      | 1861                                                      | 1871                                                      | 1881                                                      | 1891                                                      | 1901                                                      | 1911                                                      | 1921                                                      |                                                           |                                                           |                                                           |                                                           |                                                           |                                                           |                                                           |                                                           |                                                           |                                                           |
| --------------------------------------------------------- | --------------------------------------------------------- | --------------------------------------------------------- | --------------------------------------------------------- | --------------------------------------------------------- | --------------------------------------------------------- | --------------------------------------------------------- | --------------------------------------------------------- | --------------------------------------------------------- | --------------------------------------------------------- | --------------------------------------------------------- | --------------------------------------------------------- | --------------------------------------------------------- | --------------------------------------------------------- | --------------------------------------------------------- | --------------------------------------------------------- | --------------------------------------------------------- | --------------------------------------------------------- | --------------------------------------------------------- | --------------------------------------------------------- | --------------------------------------------------------- | --------------------------------------------------------- | --------------------------------------------------------- | --------------------------------------------------------- |
| Popolazione                                               | 24 080                                                    | 27 486                                                    | 30 913                                                    | 36 340                                                    | 40 337                                                    | 49 899                                                    | 58 632                                                    | 67 364                                                    | 76 097                                                    | 81 802                                                    | 90 665                                                    | 100 487                                                   | 106 278                                                   |                                                           |                                                           |                                                           |                                                           |                                                           |                                                           |                                                           |                                                           |                                                           |                                                           |
| fonte: Vision of Britain                                  |                                                           |                                                           |                                                           |                                                           |                                                           |                                                           |                                                           |                                                           |                                                           |                                                           |                                                           |                                                           |                                                           |                                                           |                                                           |                                                           |                                                           |                                                           |                                                           |                                                           |                                                           |                                                           |                                                           |

| Crescita demografica della città di York dal 1931 al 2011 | Crescita demografica della città di York dal 1931 al 2011 | Crescita demografica della città di York dal 1931 al 2011 | Crescita demografica della città di York dal 1931 al 2011 | Crescita demografica della città di York dal 1931 al 2011 | Crescita demografica della città di York dal 1931 al 2011 | Crescita demografica della città di York dal 1931 al 2011 | Crescita demografica della città di York dal 1931 al 2011 | Crescita demografica della città di York dal 1931 al 2011 | Crescita demografica della città di York dal 1931 al 2011 | Crescita demografica della città di York dal 1931 al 2011 | Crescita demografica della città di York dal 1931 al 2011 | Crescita demografica della città di York dal 1931 al 2011 | Crescita demografica della città di York dal 1931 al 2011 | Crescita demografica della città di York dal 1931 al 2011 | Crescita demografica della città di York dal 1931 al 2011 | Crescita demografica della città di York dal 1931 al 2011 | Crescita demografica della città di York dal 1931 al 2011 | Crescita demografica della città di York dal 1931 al 2011 | Crescita demografica della città di York dal 1931 al 2011 | Crescita demografica della città di York dal 1931 al 2011 | Crescita demografica della città di York dal 1931 al 2011 | Crescita demografica della città di York dal 1931 al 2011 | Crescita demografica della città di York dal 1931 al 2011 |
| Anno                                                      | 1931                                                      | 1941                                                      | 1951                                                      | 1961                                                      | 1971                                                      | 1981                                                      | 1991                                                      | 2001                                                      | 2011                                                      |                                                           |                                                           |                                                           |                                                           |                                                           |                                                           |                                                           |                                                           |                                                           |                                                           |                                                           |                                                           |                                                           |                                                           |
| --------------------------------------------------------- | --------------------------------------------------------- | --------------------------------------------------------- | --------------------------------------------------------- | --------------------------------------------------------- | --------------------------------------------------------- | --------------------------------------------------------- | --------------------------------------------------------- | --------------------------------------------------------- | --------------------------------------------------------- | --------------------------------------------------------- | --------------------------------------------------------- | --------------------------------------------------------- | --------------------------------------------------------- | --------------------------------------------------------- | --------------------------------------------------------- | --------------------------------------------------------- | --------------------------------------------------------- | --------------------------------------------------------- | --------------------------------------------------------- | --------------------------------------------------------- | --------------------------------------------------------- | --------------------------------------------------------- | --------------------------------------------------------- |
| Popolazione                                               | 112 402                                                   | 123 227                                                   | 135 093                                                   | 144 585                                                   | 154 749                                                   | 158 170                                                   | 172 847                                                   | 181 131                                                   | 202 400                                                   |                                                           |                                                           |                                                           |                                                           |                                                           |                                                           |                                                           |                                                           |                                                           |                                                           |                                                           |                                                           |                                                           |                                                           |
| fonte: Vision of Britain                                  |                                                           |                                                           |                                                           |                                                           |                                                           |                                                           |                                                           |                                                           |                                                           |                                                           |                                                           |                                                           |                                                           |                                                           |                                                           |                                                           |                                                           |                                                           |                                                           |                                                           |                                                           |                                                           |                                                           |

### Religione
|  |  |  |  |  |
|  |  |  |  |  |

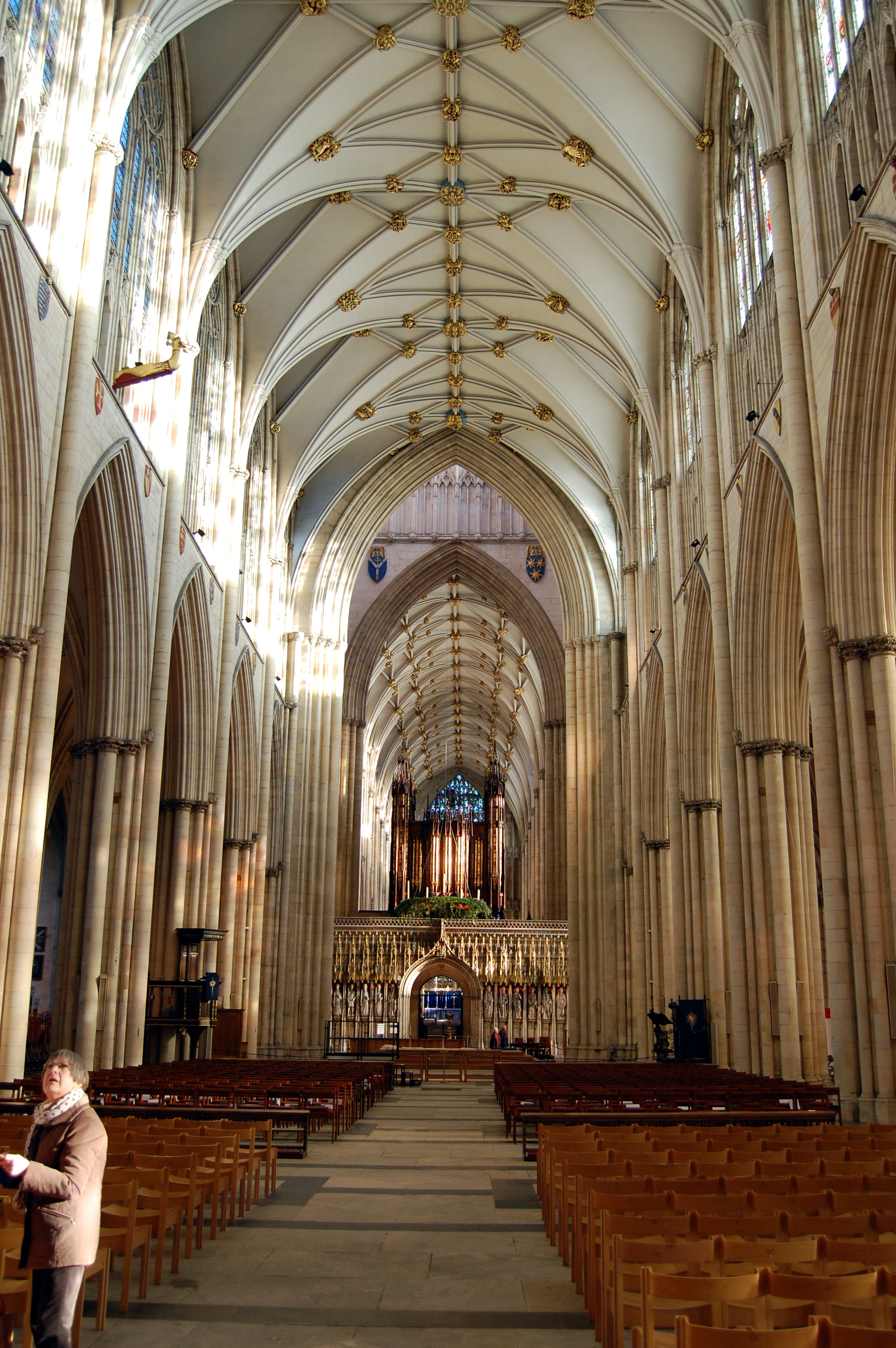
La navata principale della York Minster.

Il cristianesimo è la religione più diffusa a York, con il 59,5% dei residenti dichiaratisi tale nel 2011. Segue poi la percentuale di atei e poi le altre principali religioni diffuse sulle isole britanniche in linea con le percentuali nazionali, ma con un piccolo gruppo di persone definitesi "non credenti".
Vi sono 33 chiese anglicane attive a York, la cui sede principale è costituita dalla chiesa madre dove si trova l'arcivescovo di York, la York Minster, che è anche sede amministrativa della provincia settentrionale della chiesa d'Inghilterra e della Diocesi anglicana di York.
Per quanto riguarda la Chiesa cattolica, York fa parte della Diocesi di Middlesbrough, conta otto chiese cattoliche e alcuni ordini religiosi cattolici.
La città di York ospita anche una moschea e dispone di un proprio centro di cultura islamica locale. Sono presenti anche diversi centri buddisti.

## Economia

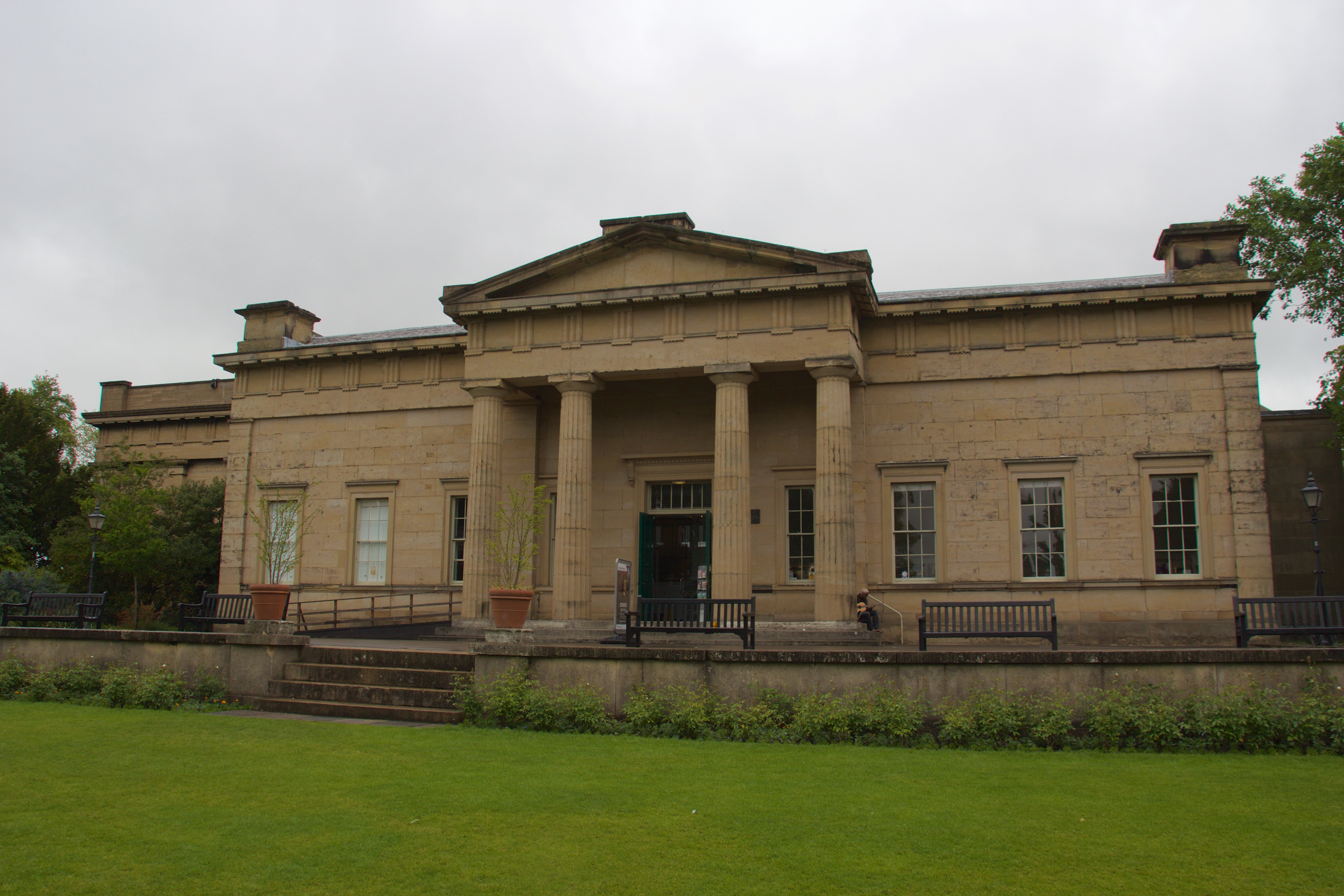
Lo Yorkshire Museum di sede in città che è uno dei centri maggiori per l'economia del turismo per York.

L'economia di York è basata essenzialmente sul settore terziario, che nel 2000 era responsabile dell'88,7% degli impieghi in città. Le industrie di questa categoria comprendono industrie nel campo della sanità, dell'educazione, della finanza, della tecnologia, dell'informazione e del turismo che da solo occupa il 10,7% dei lavoratori della città. Il turismo nel tempo è divenuto un elemento sempre più importante dell'economia cittadina dal momento che la città offre moltissime iniziative culturali e attrazioni storiche, tra cui la più importante è certamente la York Minster. Destinazione di vacanze, York è la 6ª città più visitata dell'Inghilterra da turisti inglesi e la 13ª più visitata da turisti stranieri.
I disoccupati di York sono attestati al 4,2% nel 2008 rispetto al Regno Unito che conta una percentuale nazionale del 5,3%. Il solo comune di York ha 7 500 impiegati. Più di 2 000 persone sono impiegate tra Aviva (ex Norwich Union Life), Network Rail, Northern, York Hospitals NHS Trust e Università di York. Altri centri di occupazione sono la British Telecom, CPP Group, Nestlé, NFU Mutual e la compagnia ferroviaria.

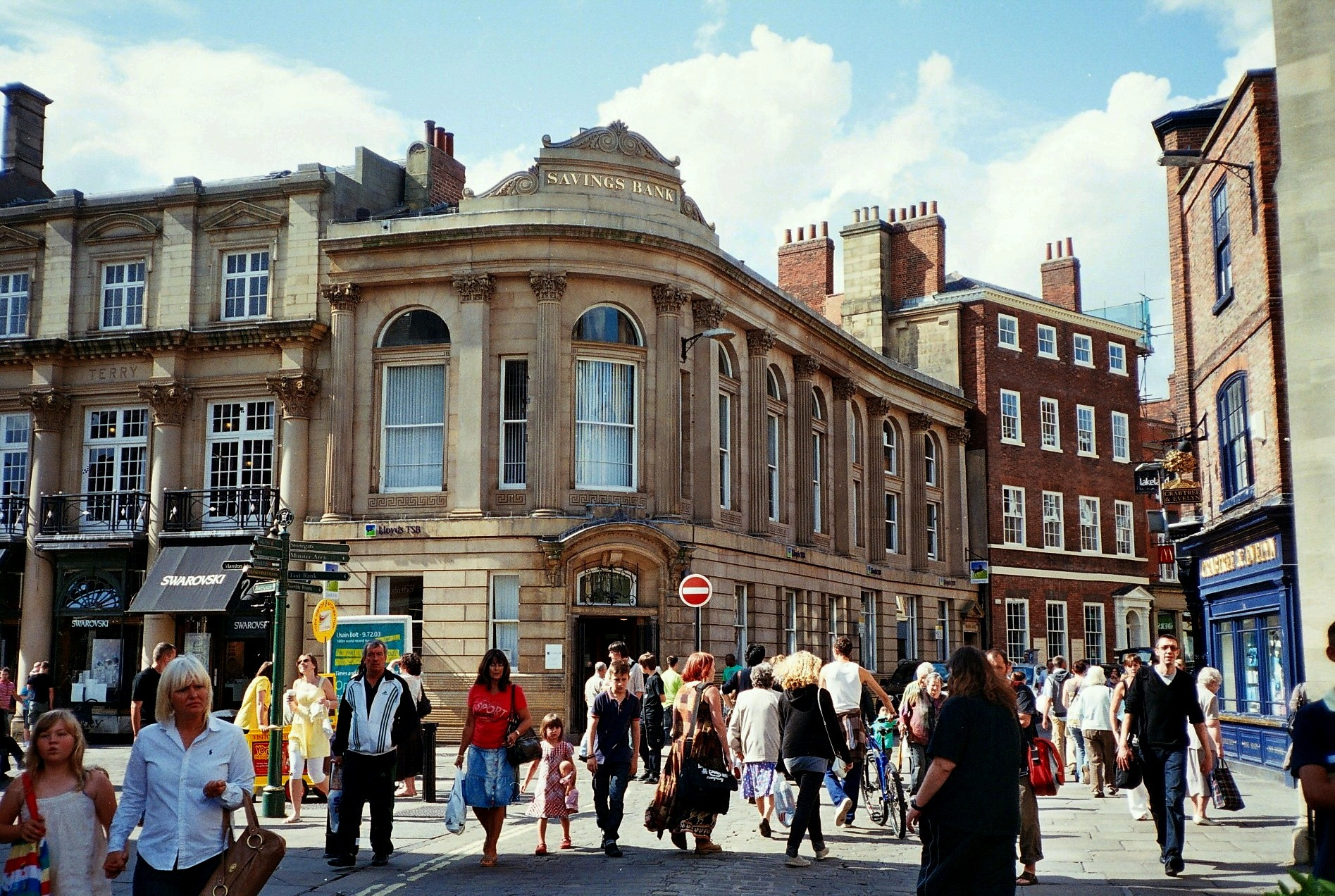
St Helen's Square, tra le principali piazze commerciali della città di York.

A metà degli anni '50 la prosperità cittadina era basata sull'industria del cioccolato e sulle ferrovie locali. Questa posizione è proseguita sino agli anni '80 del Novecento. Gran parte delle industrie dipendenti dalle ferrovie (anche la Asea Brown Boveri o ABB al tempo della chiusura) hanno abbandonato le loro originarie postazioni. York è il quartier general della Nestlé York (già Nestlé Rowntrees) e sede della KitKat e della Yorkie. La fabbrica di cioccolato Terry's, produttrice della famosa Chocolate Orange, aveva sede in città ma chiuse il 30 settembre 2005, quando la produzione venne trasferita, su indicazioni della Kraft Foods che nel frattempo ne era divenuta proprietaria, in Polonia.

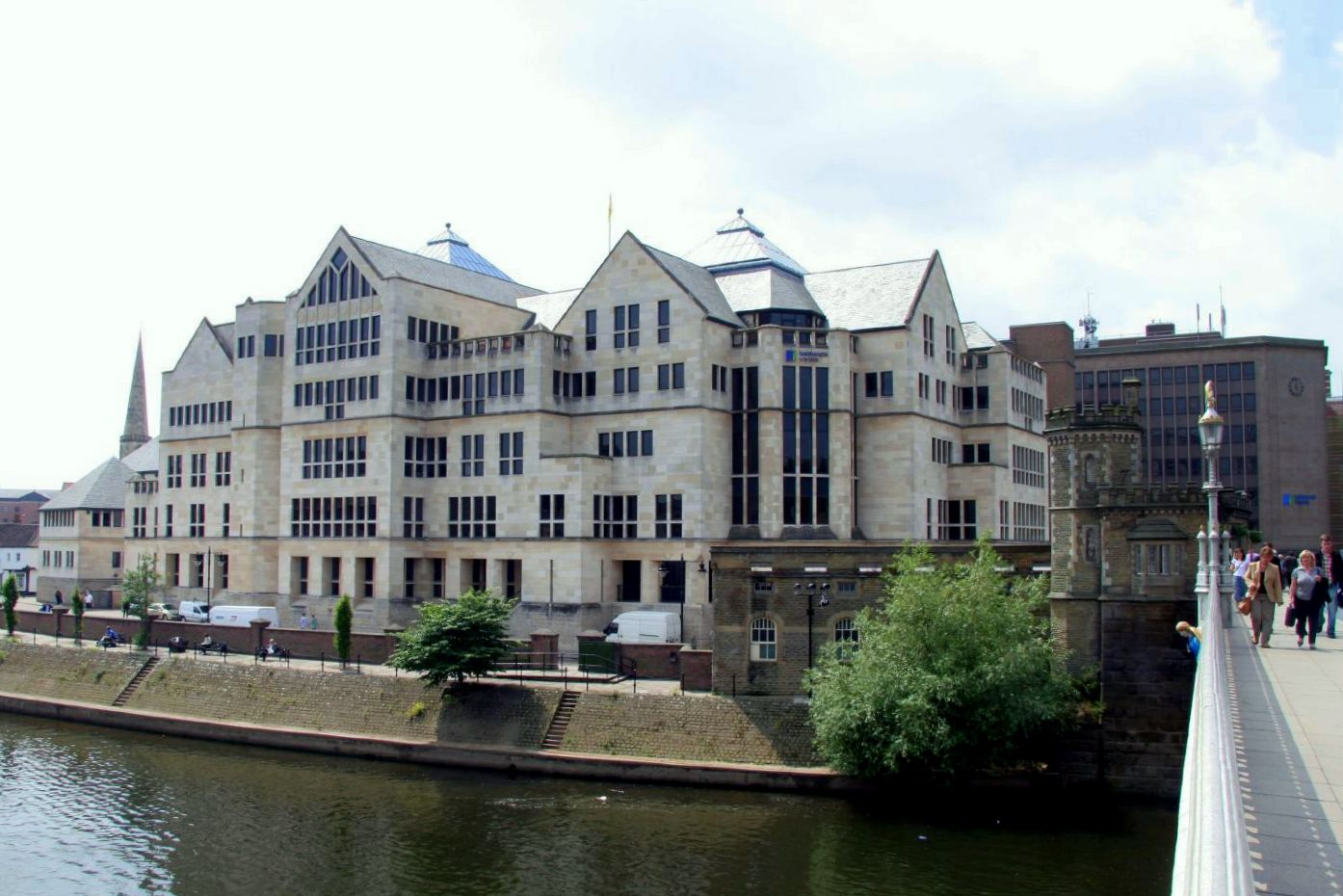
L'Aviva Building – York è sede degli uffici di una delle principali compagnie operanti in città.

Il sito, dopo la chiusura delle industrie dipendenti dalle ferrovie, ha iniziato a sviluppare diversi uffici. L'economia di York si è sviluppata nelle aree delle scienze, della tecnologia e delle industrie creative. La città è stata dichiarata infatti Città Nazionale delle Scienze con la creazione di un parco scientifico presso la sede dell'università di York.

### Servizi pubblici

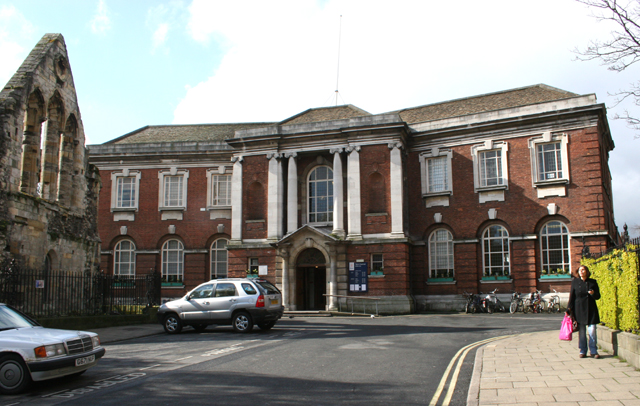
La Biblioteca Centrale di York nel centro cittadino

Le prime forze di sicurezza cittadine vennero approvate a York tramite il Municipal Corporations Act del 1835. Il 1º giugno 1968 tali forze vennero amalgamate a quelle dell'East Riding of Yorkshire e del North Riding of Yorkshire a formare la York and North East Yorkshire Police.
La città dispone di una sede locale dei vigili del fuoco nel quartiere di Northallerton.

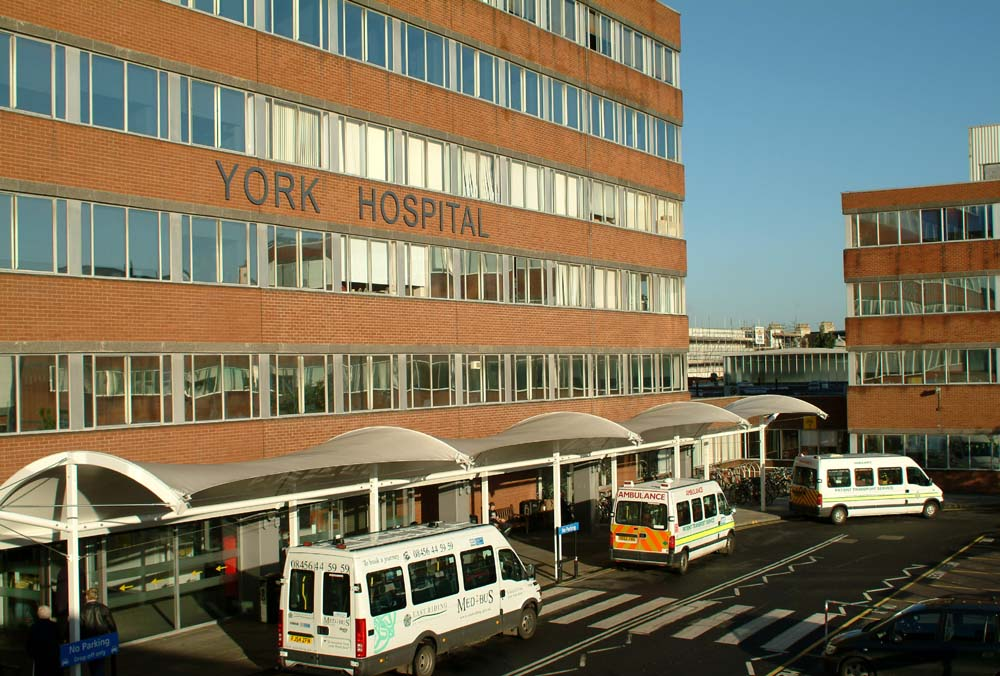
Lo York Hospital è la principale struttura medica cittadina.

Il primo ospedale della città, lo York County Hospital, aprì le porte nel 1740 nel quartiere di Monkgate, fondato con una sottoscrizione pubblica. Venne chiuso nel 1976 quando fu rimpiazzato dall'attuale York Hospital, che nell'aprile del 2007 ha ottenuto lo status di fondazione. Esso è in grado di ospitare 524 pazienti oltre a disporre di 127 letti speciali.
La Yorkshire Ambulance Service NHS Trust è stata costituita il 1º luglio 2006 unendo la South Yorkshire Ambulance Service, la West Yorkshire Metropolitan Ambulance Service e la North and East Yorkshire parts of Tees, East and North Yorkshire Ambulance Service per provvedere al trasporto ospedaliero dei pazienti. Vi sono inoltre diverse cliniche private.
Nel 1794 la città aprì la propria prima biblioteca pubblica. Nel 1893 venne costruita la nuova sede della York Library in occasione del giubileo della Regina Vittoria. La biblioteca si trovava su Clifford Street, ma venne rimpiazzata da una nuova struttura più adatta alle nuove esigenze eretta a Museum Street nel 1927 dove ancora oggi la biblioteca è ospitata.

### Turismo
La città di York, in virtù delle sue antiche origini e dell'importante ruolo rivestito in passato, offre numerose attrazioni turistiche.
- (The) Shambles: antica strada medioevale risalente al XIV secolo con tipiche case a graticcio. Il nome deriva dai macellai che, in passato, caratterizzavano la via; il termine shambles indica le macellerie all'aperto. Scomparsi i macellai, lungo la via si possono trovare molte botteghe di artigianato e negozi per i turisti;
- Castello di York

## Amministrazione

### Costituenti parlamentari
Dal 1997 al 2010 la parte centrale del distretto era compresa nella costituente Città di York, mentre il resto del territorio era diviso tra le costituenti di Ryedale, Selby, e Valle di York.
A seguito delle revisioni delle circoscrizioni elettorali nel North Yorkshire, la Boundary Commission for England raccomandò la creazione di due seggi per la Città di York, in tempo per le elezioni governative del 2010. Queste sono le attuali York Central, che comprende l'area urbana di York, e l'area circostante denominata York Outer.
La città e l'intera area circostante fanno parte della circoscrizione elettorale dello Yorkshire and the Humber del Parlamento Europeo.

### Governo locale

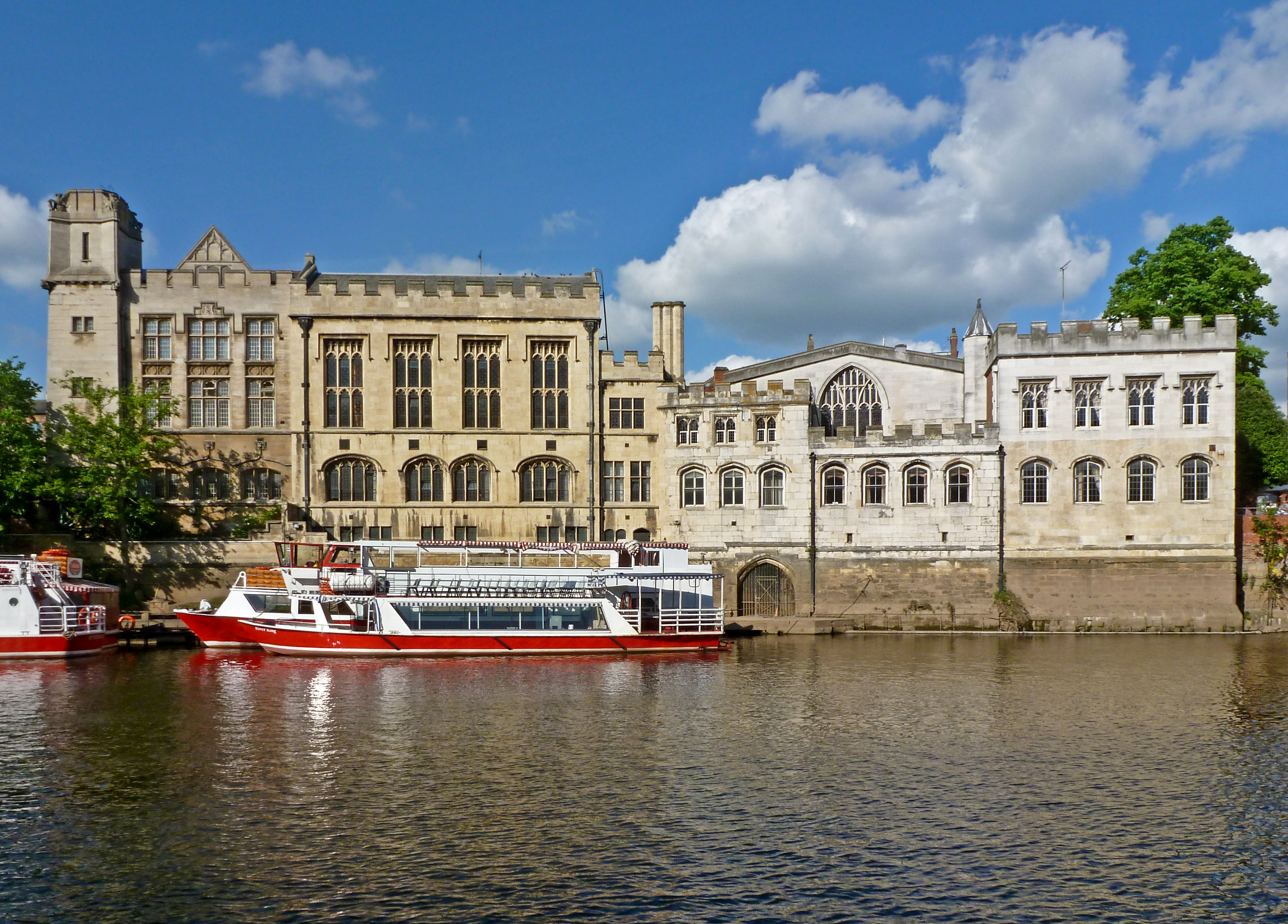
La Guildhall dove i membri del Consiglio comunale cittadino di York si riuniscono.

York è una contea tradizionale dello Yorkshire. Il suo sindaco gode dello status di Lord Mayor dal 1370. York è un antico borough, e venne riformato sulla base del Municipal Corporations Act 1835 a costituire un municipal borough. Ottenne lo status di county borough nel 1889, sulla base del Local Government Act 1888, che tale rimase sino al 1974, quando sulla base del Local Government Act 1972, divenne un non-metropolitan district della contea del North Yorkshire, mantenendo comunque un proprio Lord Mayor, un proprio sceriffo.
Come risultato della riforma del governo locale del 1990, York riottenne il proprio status unitario oltre ad una revisione dei propri confini, acquisendo parte del territorio dei distretti di Selby e Harrogate, e più della metà della popolazione del distretto di Ryedale.

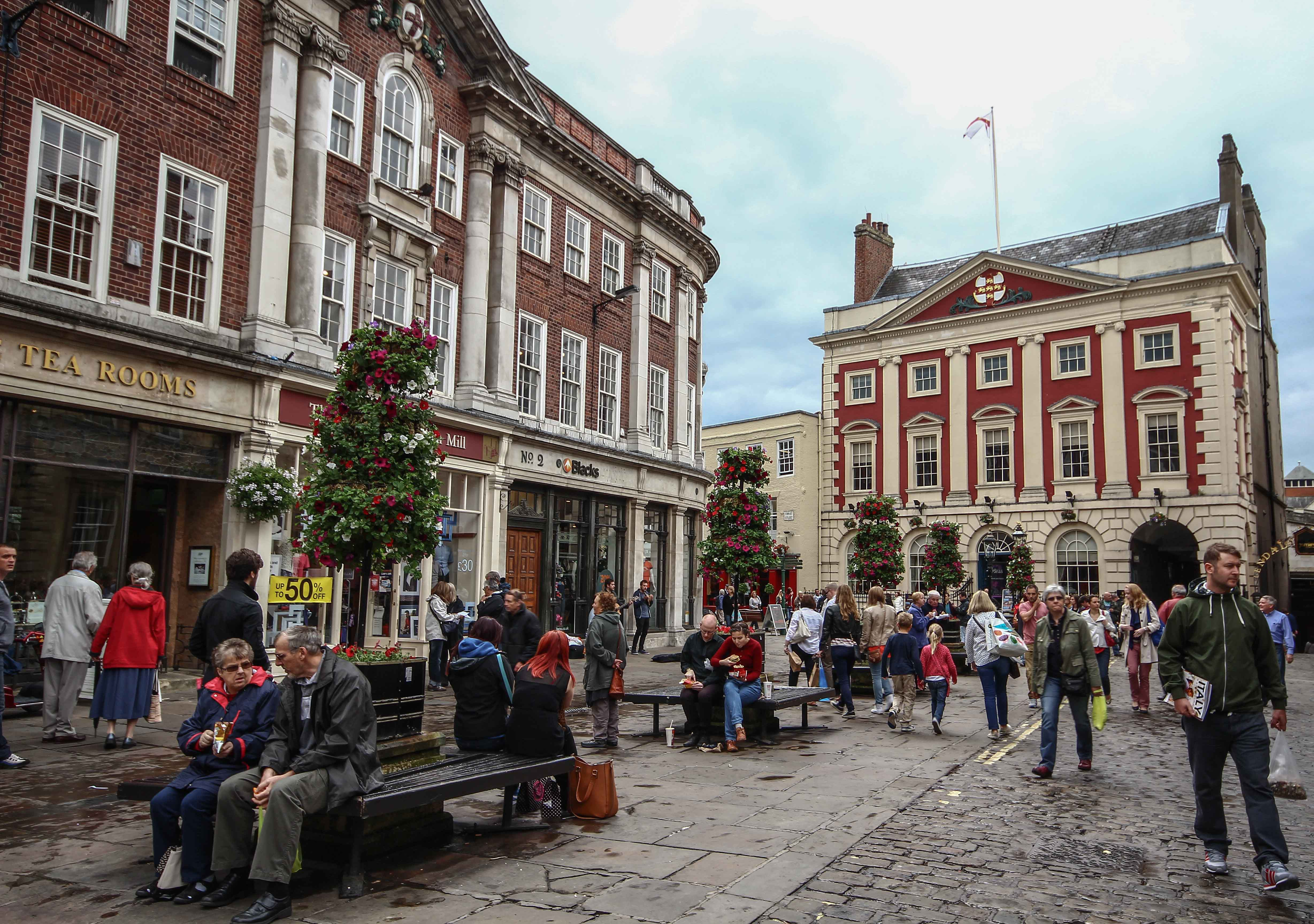
La Mansion House è la residenza del Lord Mayor di York

La città dispone di un consiglio con 47 consiglieri. Come risultato delle elezioni locali del 2015 i seggi dei Laburisti si sono ridotti a 15, mentre i Liberal Democratici dispongono di 12 seggi. I conservatori hanno 14 seggi mentre i Verdi ne hanno 4; gli Indipendenti godono di 2 seggi.
| Partito | Partito             | Seggi |
| ------- | ------------------- | ----- |
|         | Laburisti           | 15    |
|         | Conservatori        | 14    |
|         | Liberal Democratici | 12    |
|         | Verdi               | 4     |
|         | Indipendenti        | 2     |

#### Località e parrocchie
Le località del distretto includono, oltre al capoluogo:
- Acaster Malbis
- Acomb
- Askham Bryan
- Askham Richard
- Bishopthorpe
- Bootham
- Cawood
- Clifton
- Copmanthorpe,
- Crockey Hill
- Deighton
- Derwenthorpe
- Dringhouses
- Dunnington
- Elvington
- Escrick
- Fishergate
- Fulford
- The Groves
- Haxby
- Heslington
- Hessay
- Heworth
- Holgate
- Holtby
- Huntington
- Kexby
- Knapton
- Layerthorpe
- Middlethorpe
- Moor End
- Murton
- Naburn
- Nether Poppleton
- New Earswick
- Osbaldwick
- Rawcliffe
- Rufforth
- Skelton
- Stockton-on-the-Forest
- Strensall
- South Bank
- Stamford Bridge
- Tang Hall
- Towthorpe
- Upper Poppleton
- West Huntington
- Wheldrake
- Wigginton
- Woodthorpe

Le parrocchie, che non coprono il centro della città, sono:
- Acaster Malbis
- Askham Bryan
- Askham Richard
- Bishopthorpe
- Clifton Without
- Copmanthorpe
- Deighton
- Dunnington
- Earswick
- Elvington
- Fulford
- Haxby
- Heslington
- Hessay
- Heworth Without
- Holtby
- Huntington
- Kexby
- Murton
- Naburn
- Nether Poppleton
- New Earswick
- Osbaldwick
- Rawcliffe
- Rufforth
- Skelton
- Stockton-on-the-Forest
- Strensall
- Towthorpe
- Upper Poppleton
- Wheldrake
- Wigginton

### Governo cerimoniale
York è parte di una giurisdizione territoriale onorifica costituita dal ducato di York che è presieduto dal principe Andrea del Regno Unito, attuale duca di York.

### Gemellaggi
- Münster
- Digione
- Fanteakwa

## Citazioni
La città compare nei videogiochi Resistance: Fall of Man e  Assassin's Creed: Valhalla (con il nome di Jòrvik).
Viene citata nel libro Tempo della chiesa e tempo del mercante di Jacques Le Goff, e nel libro Jonathan Strange & il Signor Norell